# Limitations de vitesse en Turquie

Limitations de vitesse en Turquie

Les limitations de vitesse en Turquie (abréviation officielle: TR) sont les suivantes :
- 50 km/h en ville
- 90 km/h hors agglomération
- 130 km/h et 140 km/h sur autoroute[1]

## Autres règles
- Limite d'alcoolémie autorisé au volant (0,5 g/L d'alcool dans le sang)